# وو هیون
وو هیون (کره‌ای: 우현؛ زادهٔ ۱۹۶۴) بازیگر اهل کره جنوبی و فعال دموکراسی سابق است.

## فیلم‌شناسی
- گزیده فیلم‌شناسی
- افسانه نه دم
- بیدار
- دانشکده حقوق
- پسران راکتی[۳]
- ردیاب[۴]
- کیمیای روح[۵]
- همکاری مغزها[۶]
- گوکدو: فصل خدا[۷]